# Josep Pérez i Serer
Josep Pérez i Serer (Quart de les Valls, Camp de Morvedre, 4 de maig de 1966) és un futbolista valencià, ja retirat, que ocupava plaça de defensa i que era conegut com a Serer.

## Trajectòria
Serer es va formar a les categories inferiors del Vila-real CF, però en categoria juvenil va ser fitxat pel FC Barcelona. El 1986 s'incorpora al filial, el Barça Atlètic, que per aquella època disputava la Segona Divisió. Hi juga tres anys, destacant sobretot la 88/89, on és titular. Eixe mateix any debuta amb el primer equip a la màxima categoria del futbol estatal.
Només hi disputa dos partits amb el FC Barcelona, ja que passa de l'Atlètic al RCD Mallorca, on arriba a la 89/90. A les Illes hi juga quatre campanyes, comptant el descens del club la temporada 91/92, així com una temporada a la divisió d'argent. Disputa al voltant de vint-i-cinc partits cada any.
L'estiu del 93 recala al València CF. Eixe temporada seria titular a Mestalla, apareix en 30 partits. Però no té continuïtat i la temporada 94/95 només ho fa en sis i a la següent cap. A mitja temporada 95/96, marxa al Vila-real CF, on acaba la temporada amb onze partits.
A la seua segona etapa com groguet, Serer tornaria a gaudir de minuts, sobretot entre el 96 i el 98, titular a la defensa vila-realenca i rematat amb l'ascens de l'equip a primera divisió. La temporada 98/99, el de Quart juga la seua darrera temporada a Primera, disputant vuit partits. Finalment, la temporada 99/00, amb el Vila-real de nou a Segona, Serer juga només un encontre, abans de deixar el club per acabar la temporada amb el filial valencianista, el València B, a Segona Divisió B.
Després de la seua retirada, Serer ha seguit lligat al món del futbol com a comentarista esportiu.